# غور (حيوان)
الغَوْر، والتي يطلق عليها كذلك اسم البيسون الهندي، عبارة عن بقر محله الأصلي جنوب آسيا وجنوب شرق آسيا. وهذا النوع مسجل على أنه مهدد بالانقراض في القائمة الحمراء للاتحاد العالمي للحفاظ على الطبيعة (IUCN) منذ عام 1986 حيث إن تدهور أعداد هذا النوع في أجزاء من نطاق النوع يحتمل أن يزيد عن 70% في آخر ثلاثة أجيال. واتجاهات تعداد هذه الحيوانات مستقرة في المناطق المحمية حماية جيدة، وتتم زيادة الأعداد في بعض المناطق التي تم تجاهلها.
وتعد الغور أكبر أنواع الماشية البرية، حيث إنها أكبر من الجاموس الإفريقي، وثيران الأرخص، وجاموس المياه البري. ويطلق على النوع المستأنس من الغور، Bos frontalis، اسم جايال (gayal) أو ميثون (mithun).
ويطلق على الغور في المالايان اسم سيلادانج (seladang)، أما الغور في بورما فيطلق عليه اسم بيونج (pyoung).

## انظر ايضًا
- أنوا
- أرخص
- جاموس الماء
- بانتنغ
- درباني
- أكبر الكائنات الحية

## وصلات خارجية
- Herd of about 30 Indian Gaur at Sathyamangalam Forests على يوتيوب
- Tigers hunt Largest Wild Cattle Gaurs ! على يوتيوب
- Video of tigers and gaurs على يوتيوب
- Video of gaur
- ARKive: images and movies of the gaur (Bos frontalis) نسخة محفوظة 2 مايو 2006 على موقع واي باك مشين.
- Images of Indian gaur
- Gaur in Bandhipur